# Carlos Zañartu
Carlos Zañartu Fierro; (Santiago, 1865 - 1938). Político, agricultor y abogado chileno. Hijo de don Manuel Zañartu Larraín y doña Carmen Fierro Pérez-Camino. Casado con Sofía Campino Rivera.
Estudió en el Colegio San Ignacio (1876-1879); en el Instituto Nacional donde ingresó el 19 de marzo de 1880 y en la Universidad de Chile, donde estudió Derecho.

## Actividades Políticas
- Militante del Partido Liberal.
- Cónsul en Dinamarca (1877)
- Diplomático en las secretarias de Argentina, Uruguay y Estados Unidos (1878-1881).
- Intendente de Llanquihue  (1882).
- Secretario de la Legación en Francia (1883).
- Intendente de Valdivia (1885).
- Intendente de Coquimbo (1887).
- Secretario de la Legación al Primer Congreso Panamericano en Estados Unidos (1889).
- Intendente de Valparaíso (1890-1891).
- Diputado representante de Valdivia y La Unión  en 4 períodos consecutivos entre 1897 y 1909.
- Miembro de la comisión de Educación y la de Industria, de la Cámara de Diputados.
- Director del Tesoro en el Ministerio de Hacienda (1919-1921).
- Vicepresidente de la Sociedad de Fomento Fabril (1922).